# 太田浜駅
太田浜駅（おおたはまえき）は、かつての静岡県榛原郡相良町（現在の静岡県牧之原市）にあった、静岡鉄道駿遠線の駅である。

## 当時の様子
海岸沿いにあった無人の停留所であった。
当時は防波堤がなかったため、駅構内や線路が台風のたびに波や砂を被ることがあった。

## 現在の様子
現在、駅の近くには代替路線であるしずてつジャストライン藤枝相良線のバス停である太田浜バス停がある。

## 隣の駅
静岡鉄道駿遠線
片浜駅 - 太田浜駅 - 相良駅